# Dalton Muir
Pour les articles homonymes, voir Muir.
Dalton Muir est un directeur de la photographie et réalisateur canadien.

## Filmographie
Comme directeur de la photographie
- 1955 : The Maple Leaf
- 1955 : The Colour of Life
- 1957 : The Spruce Bog: An Essay in Ecology
- 1958 : Islands of the Frozen Sea
- 1958 : High Arctic: Life on the Land
- 1958 : The Face of the High Arctic
- 1959 : High Arctic
- 1960 : Life in the Woodlot
- 1960 : Le soleil perdu (séquences animalières)
- 1963 : The Silent Partner
- 1964 : The Edge of the Barrens

Comme réalisateur
- 1957 : The Spruce Bog: An Essay in Ecology
- 1958 : Islands of the Frozen Sea
- 1958 : High Arctic: Life on the Land
- 1958 : The Face of the High Arctic
- 1959 : High Arctic
- 1960 : Life in the Woodlot
- 1964 : The Edge of the Barrens